# Ворони (Погранична сільська рада)
Ворони (біл. Вараны) — село в складі Берестовицького району Гродненської області, Білорусь. Село підпорядковане Пограничній сільській раді, розташоване у західній частині області.